# Guarani de Goiás
Guarani de Goiás is een gemeente in de Braziliaanse deelstaat Goiás. De gemeente telt 4.093 inwoners (schatting 2009).